# Königsbrunn
Königsbrunn er den største by i Landkreis Augsburg i Regierungsbezirk Schwaben i den tyske delstat Bayern.

## Bydele og landsbyer
- Fohlenhof
- Königsbrunn
- Königsbrunn-Gewerbegebiet
- Lechau
- Neuhaus